# Апсагачево
Апсага́чево (рос. Апсагачево) — село у складі Первомайського району Томської області, Росія. Входить до складу Улу-Юльського сільського поселення.

## Населення
Населення — 172 особи (2010; 219 у 2002).
Національний склад (станом на 2002 рік):
- росіяни — 98 %